# بيت الراعي (السدة)

تعديل مصدري - تعديل

بيت الراعي هي إحدى قرى عزلة الأعماس بمديرية السدة التابعة لمحافظة إب، بلغ تعداد سكانها 147 نسمة حسب تعداد اليمن لعام 2004.